# 京福電気鉄道嵐山本線
嵐山本線（あらしやまほんせん）は、京都府京都市下京区の四条大宮駅から右京区の嵐山駅までを結ぶ京福電気鉄道の軌道路線である。北野線とともに嵐山線、通称嵐電（らんでん）と呼ばれる。駅ナンバリングで用いられる路線記号はA。
嵐山を始めとする洛西エリアの観光地への行楽路線であるとともに、繁華街である四条通へ出るための足ともなっている。西大路三条駅 - 山ノ内駅間と蚕ノ社駅・太秦広隆寺駅付近が併用軌道のほかは、すべて新設軌道となっている。

## 路線データ
- 路線距離（営業キロ）：7.2 km
- 軌間：1435mm
- 駅数：13駅（起終点駅含む）
- 複線区間：全線
- 電化区間：全線電化（直流600V）
- 閉塞方式：自動閉塞式
- 最高速度：40 km/h
- 混雑率：53%（2020年度：蚕ノ社駅→嵐電天神川駅間）[1]

## 運行形態
大部分が四条大宮駅 - 嵐山駅間の全線通し運転で、日中時間帯は1時間あたり6本（10分間隔）で運行されている。西院車庫との出入庫のため、西院駅を早朝に始発、深夜に終着とする列車がある。このうち早朝の2本は北野線北野白梅町駅へ直通運転している（北野白梅町発の列車は存在しない）。かつては春・秋の観光シーズンの土曜・休日昼間時間帯に、北野線の定期列車を延長運転する形で北野線北野白梅町駅 - 嵐山駅間直通の列車が運転されることがあったが、現在は運転されていない。
通常は1両単行でワンマン運転を行っている。ラッシュ時や観光シーズンには2両編成となり、乗客は車両間を乗り移れないため2両目前方の運転台にも乗務員が乗車して運賃収受を行う。四条大宮駅・帷子ノ辻駅・嵐山駅・北野白梅町駅を除き無人駅だが、太秦広隆寺駅や嵐電天神川駅など無人駅でも乗降客の多い駅には時期や時間帯によって係員が配置され、乗客案内・運賃収受の補助、安全管理などを行っている。
2023年8月26日のダイヤ改正で、2両編成で運行される列車が平日の朝夕と土休日の一部時間帯の全列車に拡大され、平日朝は5分間隔から8分間隔に、夜は8分間隔から10分間隔に減便される。
2011年5月からはヤマト運輸と提携し、同社の宅急便の集配業務に当路線が利用されている。配送の際は2両編成のうち1両がヤマト運輸貸切車両となり、通常の旅客用車両に宅急便用の台車が搭載される。荷物の積み込みは西院車庫にて行われる。

## 歴史
嵐山線は1907年8月に神戸川崎財閥により設立された嵐山電車軌道（社長松方五郎 取締役川崎芳太郎）により1910年に京都-嵐山間が開通した。なおこのときに用意された木製単車20両は川崎造船所製であった。電気供給事業も兼業していたが京都電燈と競合となり1918年に合併された。

### 年表
- 1906年（明治39年）12月17日 - 軌道特許状下付[9]
- 1910年（明治43年）3月25日 - 嵐山電車軌道により京都駅（現・四条大宮駅） - 嵐山駅間が開業[10]。
- 1914年（大正3年）度 - 壬生駅開業（1918年以降に廃止）。太秦駅を太子前駅に改称。
- 1918年（大正7年）4月2日 - 京都電燈が嵐山電車軌道を合併。嵐山電鉄部の下に置かれる。
- 1922年（大正11年）6月30日 - 車折神社裏駅を車折駅に改称。
- 1925年（大正14年）
  - 壬生駅再開業（1929年までに休止）。
  - 2月 - 太子前駅 - 嵐山駅間が複線化。
  - 11月16日 - 京都駅を四条大宮駅に、嵯峨停車場前駅を嵯峨駅前駅に改称。
- 1928年（昭和3年）12月 - 全線複線化完成。
- 1929年（昭和4年）6月26日 - 壬生駅営業再開。
- 1935年（昭和10年）6月29日 - 京都水害で紙屋川・天神川が出水、全線不通。7月3日運行再開[11]。
- 1942年（昭和17年）3月2日 - 京福電気鉄道に譲渡。
- 1944年（昭和19年）4月16日 - 太子前駅を太秦駅に改称。
- 1956年（昭和31年）11月27日 - 鹿王院駅が開業。
- 1971年（昭和46年）7月11日 - 四条大宮駅 - 西院駅間の壬生駅廃止。
- 1975年（昭和50年）8月9日 - 嵯峨野駅を有栖川駅に改称。
- 1982年（昭和57年）12月20日 - 早朝・深夜時間帯でワンマン運転開始。
- 1985年（昭和60年）3月16日 - 朝ラッシュ時除きワンマン運転化。
- 1986年（昭和61年）7月 - 四条大宮駅現駅舎完成。
- 1987年（昭和62年）8月17日 - 終日ワンマン運転化。
- 2002年（平成14年）7月1日 - 均一運賃化（大人200円・小児100円）。同時にスルッとKANSAIを導入。
- 2007年（平成19年）3月19日 - 三条口駅を西大路三条駅、太秦駅を太秦広隆寺駅、車折駅を車折神社駅、嵯峨駅前駅を嵐電嵯峨駅に改称。また、北野線で試用されていた駅番号とラインカラーが当路線を含む全線で正式導入された。
- 2008年（平成20年）
  - 3月28日 - 嵐電天神川駅開業。
  - 4月1日 - 四条大宮駅・帷子ノ辻駅・嵐山駅で発車メロディを導入。
- 2011年（平成23年）4月1日 - PiTaPaと自社専用の「らんでんカード」導入[12][13]。
- 2013年（平成25年）
  - 3月1日 - 北野線と同時に優先座席にマタニティマークの掲出を開始[14]。
  - 3月23日 - 北野線と同時に交通系ICカードの全国相互利用を開始[15]。
- 2016年（平成28年）4月1日 - 北野線の撮影所前駅開業に合わせ、西院駅 - 嵐山駅間の駅番号を改定。欠番となっていた「A2」を西院駅（旧番号「A3」）に付与し、同駅から嵐山駅（旧番号「A14」→新番号「A13」）までの駅番号を順に繰り上げる形で改めて付与、帷子ノ辻駅に付与されていた北野線としての駅番号「B1」の使用を取りやめ、撮影所前駅に「B1」を付与[16]。
- 2023年（令和5年）8月26日 - 2両編成で運転される列車が増加。ラッシュ時に減便[4]。

## 駅一覧
- 全駅京都府京都市内に所在。
- 全線複線。

| 駅番号 | 駅名         | 駅間キロ | 営業キロ | 接続路線・備考 | 所在地 |
| ------ | ------------ | -------- | -------- | --- | ------ |
| A1     | 四条大宮駅   | -        | 0.0      | 阪急電鉄： 京都本線（大宮駅:HK-84）                                                                                        | 下京区 |
| A2     | 西院駅       | 1.4      | 1.4      | 阪急電鉄： 京都本線（HK-83）                                                                                               | 中京区 |
| A3     | 西大路三条駅 | 0.6      | 2.0      | 旧駅名は三条口 | 右京区 |
| A4     | 山ノ内駅     | 0.8      | 2.8      | | 右京区 |
| A5     | 嵐電天神川駅 | 0.9      | 3.7      | 京都市営地下鉄： 東西線（太秦天神川駅:T17）                                                                                | 右京区 |
| A6     | 蚕ノ社駅     | 0.2      | 3.9      | | 右京区 |
| A7     | 太秦広隆寺駅 | 0.5      | 4.4      | 旧駅名は太秦 | 右京区 |
| A8     | 帷子ノ辻駅   | 0.8      | 5.2      | 京福電気鉄道： 北野線 西日本旅客鉄道： 山陰本線（嵯峨野線）（太秦駅:JR-E07）                                               | 右京区 |
| A9     | 有栖川駅     | 0.5      | 5.7      | 旧駅名は嵯峨野 | 右京区 |
| A10    | 車折神社駅   | 0.5      | 6.2      | 旧駅名は車折 | 右京区 |
| A11    | 鹿王院駅     | 0.3      | 6.5      | | 右京区 |
| A12    | 嵐電嵯峨駅   | 0.4      | 6.9      | 西日本旅客鉄道： 山陰本線（嵯峨野線）（嵯峨嵐山駅:JR-E08） 嵯峨野観光鉄道：嵯峨野観光線（トロッコ嵯峨駅） 旧駅名は嵯峨駅前 | 右京区 |
| A13    | 嵐山駅       | 0.3      | 7.2      | | 右京区 |

- 京福電気鉄道の西院駅は「さい」、阪急電鉄の西院駅は「さいいん」と読む。駅記事も参照。
- 2016年4月1日に駅番号が変更になり、西院駅から嵐山駅までの各駅の駅番号がそれまでよりも1つ少ない数字になった。それまではA2が欠番になっていた[16]。また帷子ノ辻駅は以前は嵐山本線と北野線の両方の駅番号を持っていたが、嵐山本線のものだけになった[16]。

### 廃止駅
- 壬生駅（四条大宮駅 - 西院駅間） - 1971年7月11日廃止。

## 京都市営地下鉄東西線の延伸
京福線（嵐電）は、長らく京都市営地下鉄の路線網から孤立していたが、2008年1月16日の地下鉄東西線二条駅 - 太秦天神川駅間の延伸開業に伴い、同年3月28日に山ノ内駅 - 蚕ノ社駅間に新駅「嵐電天神川駅」が設置されたため、京都市営地下鉄と接続するようになった。蚕ノ社駅から約280m東側の三条通上に設置し、地下鉄の太秦天神川駅に近接している。駅番号は、2007年3月に導入された際に嵐電天神川駅にあたるA6が予め欠番となっていた。
なお、東西線延伸に伴い京阪京津線の電車が地下鉄京都市役所前駅から太秦天神川駅まで、一部電車の乗り入れ区間を延長した。

## 嵐電ブラッシュ・アップ プロジェクト
2006年度より「嵐電ブラッシュ・アップ プロジェクト」として以下のような事業を行っている。
- 嵐山本線・北野線の名称を「嵐電」に統一（2007年3月19日）
- 観光名所の最寄駅など、7駅の名称の変更（2007年3月19日）
- 車内アナウンスへの観光案内の導入
- 各駅への集合案内板の新設
- 各駅のリニューアル

また、沿線に世界遺産を始めとする多くの観光地を有する嵐山本線・北野線では、これらに加えて以下の取り組みが行われている。

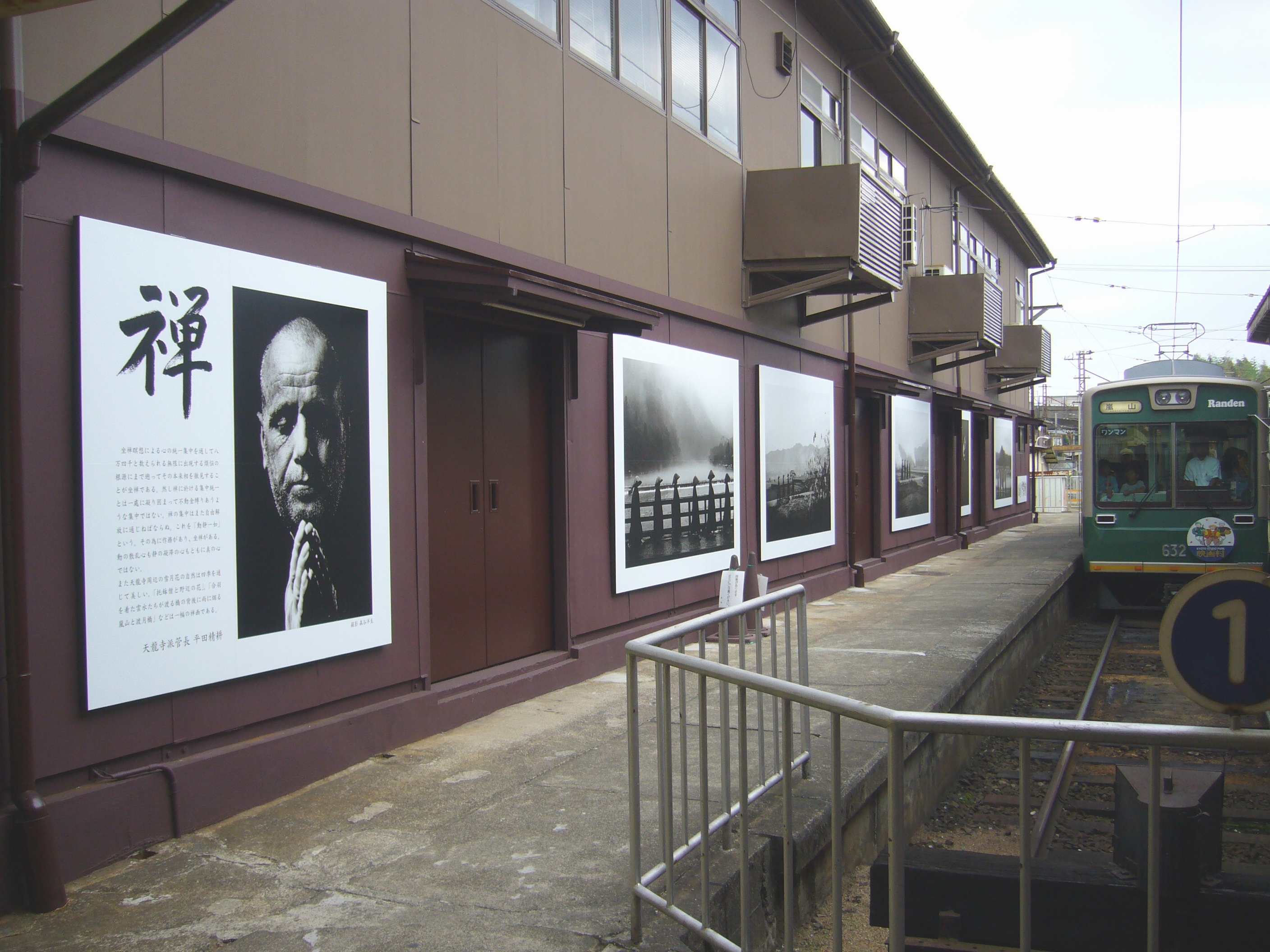
嵐山駅1番ホーム横に設置された「嵐電界隈館」（現在は撤去）

嵐電界隈館
2006年10月に、まず北野線の両端の北野白梅町駅と帷子ノ辻駅を除く各駅に「嵐電界隈館」と称するその駅近辺の名所の大きな写真パネルが掲示された。続いて2007年9月には嵐山本線にも四条大宮駅・西大路三条駅・山ノ内駅・帷子ノ辻駅を除く各駅に掲示された（なお、嵐山駅では10月4日に「駅の足湯利用者30万人突破記念セレモニー」に合わせて除幕式が行われた）。駅により上りホームか下りホームのいずれか片方に設置されていることが多いが、龍安寺駅と鹿王院駅は上下両方のホームに設置されている。カラー写真の作品だが、嵐山駅に掲示されていたものだけは禅（天龍寺雲水）をテーマにしたモノクロ写真の6枚連作となっているほか、嵐山本線に設置されたものの一部には写真の枠外にその写真にちなんだ和歌が書かれている。なお、パネルの写真は写真の家森谷洋至が、パネル脇の「嵐電界隈館」の題字は書家の樋口華玄が手がけたものである。
嵐電各駅美術館
2010年11月10日から12月19日までの予定で嵐山本線の9駅に「てんしとカノーネ」絵本画パネル展が行われた。「嵐電界隈館」が設置された駅では一時的に絵を張り替えて開催された。後に開催期間が2011年3月末日まで延長されている。
シンボルツリー
北野線の各駅には、2006年12月に帷子ノ辻駅を除く各駅にちなんだシンボルツリーや花壇などの植栽が行われている。嵐山本線には未設置である。
その他
集合案内板は嵐電天神川駅開業（2008年3月）以前は北野線の各駅にしか掲示されていなかったが、嵐電天神川駅の開業に伴い、嵐山本線の各駅にも設置された。
駅名標は、以前は駅上屋に取り付けられているタイプとホームに2本足で立てられているタイプの2種類があったが、2007年3月19日のラインカラー正式導入時にホームに2本足で立てられているタイプのものはすべて撤去された。
| 駅名         | 「嵐電界隈館」テーマ               | 「嵐電界隈館」設置場所 |
| ------------ | ---------------------------------- | ---------------------- |
| 嵐山本線     |                                    |                        |
| 四条大宮駅   | 未設置                             | 未設置                 |
| 西院駅       | 西院春日神社                       | 上りホーム             |
| 西大路三条駅 | 未設置                             | 未設置                 |
| 山ノ内駅     | 安全地帯につき設置不可             | 設置不可               |
| 嵐電天神川駅 | 未設置                             | 未設置                 |
| 蚕ノ社駅     | 木嶋神社                           | 上りホーム             |
| 太秦広隆寺駅 | 東映太秦映画村                     | 上りホーム             |
| 帷子ノ辻駅   | 未設置                             | 未設置                 |
| 有栖川駅     | 斎宮神社                           | 下りホーム             |
| 車折神社駅   | 車折神社                           | 上りホーム             |
| 鹿王院駅     | 油掛け地蔵（上り）・鹿王院（下り） | 両側ホーム             |
| 嵐電嵯峨駅   | 広沢の池                           | 上りホーム             |
| 嵐山駅       | 禅（天龍寺雲水）                   | 1番線降車用ホーム横    |